# Ruróni Kensin: A kezdet
Ruróni Kensin: A kezdet (るろうに剣心 最終章 The Beginning; Ruróni Kensin Szaisúsó: Za Biginingu; Hepburn: Rurouni Kenshin Saishūshō Za Biginingu) 2021-ben bemutatott japán történelmi akciófilm, mely Vacuki Nobuhiro azonos című mangasorozatán alapul. A filmet Ótomo Keisi rendezte, a főszerepben Szató Takeru és Arimura Kaszumi látható. A 2012-ben bemutatott Ruróni Kensin: A kezdetek és a 2014 augusztusában bemutatott Ruróni Kensin: Pokol Kiotóban, valamint Ruróni Kensin: A legenda vége, és a 2021-ben bemutatott Ruróni Kensin: A vég című filmekkel együtt alkot filmsorozatot. Eredetileg 2020-ban mutatták volna be, ám a premiert a Covid19-pandémia miatt 2021-re halasztották. A filmet Magyarországon a Netflix mutatta be 2021. július 30-án. A történet a legelső film eseményei előtt tíz évvel játszódik, amikor a 15 éves Kensin politikai orgyilkossá szegődött a császár hatalmának visszaállítása és a sógunátus eltörlése érdekében, ekkor szerezve kereszt alakú sebét az arcán. A cselekmény alapvetően a mangára épít, azonban számos helyen jelentősen eltér tőle.

## Cselekmény
A Tokugava-sógunátus végnapjaiban a fiatal, még kamasz Himura Kensin jelentkezik a lázadó Csósú nemesek szolgálatába, hogy véget vessenek a sógunátusnak és visszaállítsák a császár uralmát. Kensin minden vágya, hogy véget érjen a szörnyű kor, mely rengeteg ártatlan ember legyilkolásával járt. Ő maga is a faluja lemészárlásának egyetlen túlélője, akit egy kardforgató mester mentett meg és fogadott tanítványává. A kiváló kardforgatóvá cseperedett fiúból hitokiri battószai, félelmetes orgyilkos válik, aki a kiválasztott, sógunátushoz hű áldozatokkal kegyetlenül végez. Egyik éjjel egy csapat fiatal szamurájjal kell végeznie, egyikük azonban annyira ragaszkodik az élethez, hogy Kensin csak sokadszori próbálkozásra tudja megölni. Ekkor szerzi az első vágást az arcán. Az eset mély nyomot hagy a fiú lelkében, aki egy pillanatra megkérdőjelezi, hogy az ország jövőjét jelentő fiatalok leölése valóban szükséges-e, szentesíti-e a cél az eszközt. A császárpárti orgyilkosok vezetője, Kacura Kogoró felismeri, hogy annak ellenére, hogy több mint száz embert ölt már meg, Kensin szíve továbbra is tiszta, emiatt kellemetlen számára a gyilkolás. Szükség van azonban a kiváló képességeire, így tovább dolgoztatja a fiút.
Nem sokkal később, egy másik éjjelen Kensin egyedül iszik egy kocsmában, amikor néhány szamuráj inzultálni kezd egy betérő fiatal nőt. Kensin közbelép és megmenti a lányt. Később, mikor távozik, a kocsma mellett megtámadják, ám Kensin végez a támadóval. A kocsmabeli nő, Jukisiro Tomoe, végignézi a gyilkosságot és annyira sokkolja a látvány, hogy elájul. Kensin magával viszi a nőt a lázadók rejtekhelyére, egy fogadóba, ahol a lány, hálából a megmentéséért, munkát vállal. Lassan szerelem szövődik Tomoe és Kensin között, bár Kensin sokáig igyekszik távol tartani magától a lányt. Amikor a sinszengumi rátalál a lázadók rejtekhelyére, menekülni kényszerülnek. Kacura egy tanyán szerez szállást Kensinnek és Tomoénak, majd arra utasítja őket, hogy éljenek együtt mint „férj és feleség”, álcából. Kensin gazdálkodni kezd és rálel arra a békére, amit mindig is keresett. Egy nap azonban megjelenik Enisi, Tomoe öccse. Mindketten a Jaminobu kémszervezetnek dolgoznak, és az volt a céljuk, hogy tőrbe csalják a battószait. Tomoe azonban elmondja az öccsének, hogy nem akar többé a Jaminobunak dolgozni. Tomoe és Kensin házaspárként kezd tekinteni egymásra és együtt töltik az éjszakát. Tomoe elmondja Kensinnek, hogy volt egy vőlegénye, akit meggyilkoltak. Kensin megígéri neki, hogy véget vet az öldöklésnek, amint elérkezik az új kor és boldogok lehetnek.
Másnap Tomoe elmegy a kémhálózat fejéhez, és rádöbben, hogy valójában végig arra használták fel, hogy Kensin gyenge pontjává váljon. Kensin eközben megtudja, hogy felesége egy kém és a szamuráj, akit megölt és aki megvágta az arcát Tomoe vőlegénye volt. A Jaminobu vezetője, Tacumi, foglyul ejti Tomoét, tudván, hogy Kensin eljön hozzájuk. Az úton Kensint azonban már várja a Jaminobu, és gondosan előkészített csapdákban fokozatosan legyengítik az érzelmileg is zaklatott fiút. Több robbanásban Kensin először a hallását veszíti el egy időre, majd a látását is, így kell végül Tacumival megküzdenie. Mielőtt Tacumi végezhetne Kensinnel, Tomoe közéjük áll, így a hallását és látását vesztett Kensin nem tudja, hogy a nő is ott van, és halálos csapást mér Tacumira. Tomoe is halálosan megsebesül, utolsó lehelletével még bocsánatot kér Kensintől és saját tőrével átmetszi a vőlegénye által ejtett sebet Kensin arcán. Enisi a fák mögül végignézi nővére halálát. Kensin megesküszik, hogy ha véget ér a sógunátus és győznek, soha többé nem fog ölni. Tomoe naplójából megtudja, hogy a nő először gyűlölte őt, ám fokozatosan beleszeretett, végül hajlandó volt a saját életét áldozva megmenteni őt. Kensin felgyújtja a házat, ahol éltek, Tomoe testével együtt. A film ott ér véget, ahol a Ruróni Kensin: A kezdetek kezdődik: a Toba–Fusimi csatával, ami után Kensin leteszi a kardját és 10 évre eltűnik.

## Szereplők

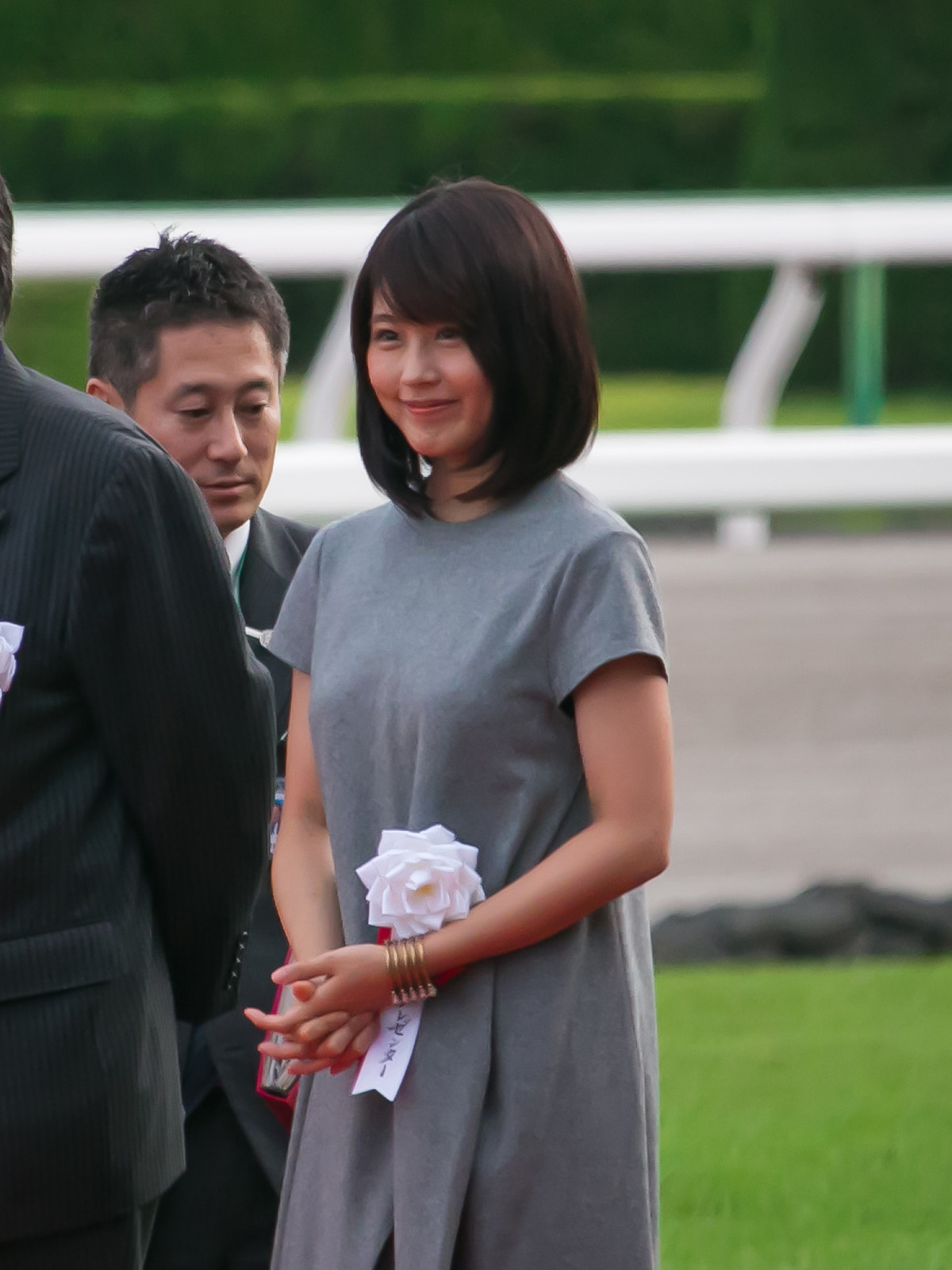
Arimura Kaszumi

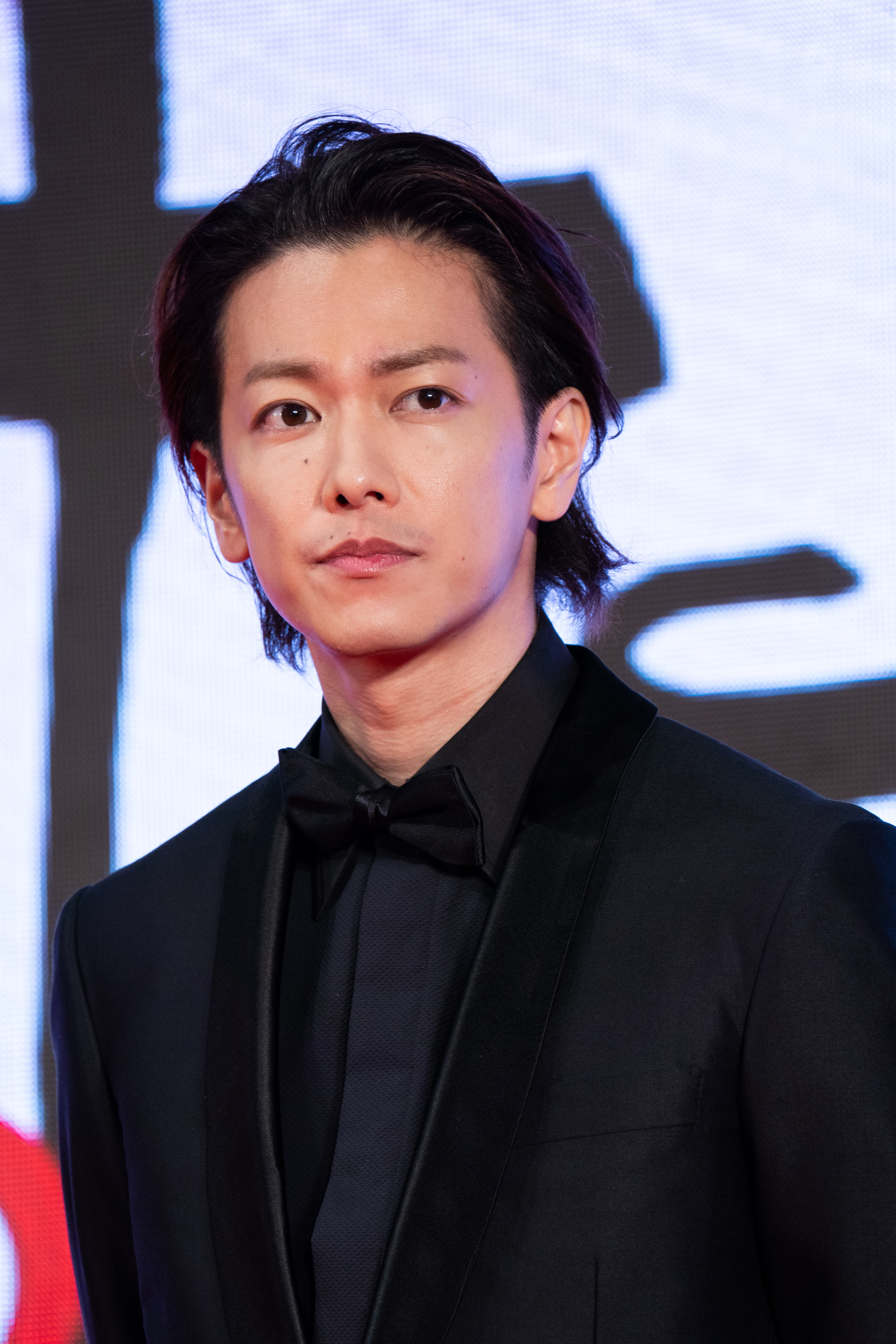
Szató Takeru

- Szató Takeru mint Himura Kensin, császárpárti orgyilkos
- Arimura Kaszumi mint Jukisiro Tomoe, Kensin első szerelme
- Takahasi Isszei mint Kacura Kogoró, a sógunátus ellen lázadó császárpártiak vezetője
- Egucsi Jószuke mint Szaitó Hadzsime[7], a sógunpárti Sinszengumi tagja
- Murakami Nidzsiró mint Okita Szódzsi, a Sinszengumi tagja
- Kitamura Kazuki mint Tacumi, a Jaminobu kémszervezet vezetője
- Andó Maszanobu mint Takaszugi Sinszaku, a lázadók tagja
- Araki Tova mint Jukisiro Enisi, Tomoe öccse
- Ónisi Sima mint Iizuka, a lázadók tagja
- Fudzsimoto Takahiro mint Kondó Iszami, a Sinszengumi vezetője
- Vada Szókó mint Hidzsikata Tosizó, a Sinszengumi tagja
- Ikeucsi Manszaku mint Katagai
- Hotta Maju mint Ikumacu
- Vatanabe Makiko mint vendéglősnő
- Icsinosze Vataru mint Szumita
- Hirano Kinari mint Nakadzsó
- Okuno Eita mint Murakami
- Narita Eiki mint Jacume Mumjói
- Kubota Maszataka mint Akira Kijoszato

## Gyártás
A filmet 2018. november 4. és 2019. június 29. között forgatták együtt a negyedik filmmel. 43 helyszínen forgattak, többek között Kiotóban, Narában, Sigában, Miében, Hjógóban, Kumamotóban, Hirosimában, Tocsigiben, Szaitamában, Sizuokában, Oszakában és Naganóban. Mintegy 6000 statiszta dolgozott a filmen. Szató és a többi színész – a rendező kívánságának megfelelően – maga hajtotta végre az akciókoreográfiát.
A film Broken Heart of Gold című betétdalát a One Ok Rock együttes adja elő.

## Fogadtatás
A film a nyitóhétvégén első volt a japán kasszáknál, 350 000 eladott jeggyel, mintegy 508 millió jen bevétellel. Ugyanezen a hétvégén a Ruróni Kensin: A vég a második helyet szerezte meg a mozikban, ezzel a Ruróni Kensin lett az első filmsorozat, mely egyazon hétvégén a toplista első két helyét dominálta. A Ruróni Kensin: A kezdet összesen több mint 21 millió amerikai dollárnak megfelelő jen bevétellel zárt.